# Caryomys inez
Caryomys inez (Syn.: Eothenomys inez) — это вид полёвок, принадлежащих к роду Caryomys из подсемейства полевок (Arvicolinae). Встречается в центральных горных районах Китая.

## Описание
Длина тела Caryomys inez от 8,7 до 9,4 сантиметров, длина хвоста от 3,2 до 4,2 сантиметров. Длина ступни составляет от 15 до 16 миллиметров, длина ушной раковины — от 10 до 12 миллиметров. Шерсть на спине равномерно песочно-коричневого цвета, брюшко бледно-песочного цвета. Длина хвоста составляет около половины длины туловища или чуть длиннее, он отчетливо двухцветный с темно-коричневой верхней стороной и бледно-коричневой нижней стороной. Внешние поверхности ступней и кистей коричневые. Уши очень маленькие и почти не возвышаются над шерстным покровом. 
Череп имеет длину от 23,0 до 24,0 миллиметров. Он сходнем с таковым у Caryomys eva, но отличается от него в основном особенностями строения коронок зубов.

## Ареал
Caryomys inez  встречается в горных районах центрального Китая от Шэньси на восток до Шаньси, а также в Аньхое, Сычуане, Ганьсу, Нинся и Хэбэе. Эта полёвка встречается на высоте от 500 до 2000 метров.

## Образ жизни
Caryomys inez обитает, в основном, в лесных ущельях и распадках на высотах от 500 до 2000 метров. Она роется в рыхлой почве и в основном питается различными частями растений и травами. Размножение происходит с марта по октябрь, задокументирована самка с двумя эмбрионами.

## Систематика
Caryomys inez рассматривается как отдельный вид в пределах рода Caryomys, который состоит из двух видов. Первое научное описание этих двух видов и рода принадлежит британскому зоологу Олдфилду Томасу, который описал данный вид в 1908 году, используя представителей провинции Шаньси. Первоначально оба вида были отнесены к серым полёвкам (Microtus), позже из-за особенностей строения os penis или baculum их включали в род китайских полёвок (Eothenomys). Caryomys inez также считалась синонимом красно-серой полевки (Myodes rufocanus). Однако в 1992 году род был восстановлен с включением в него двух видов.  
Внутривидовая систематика следующая: номинальная форма C. i. inez обитает в северной части видового ареала, а C. i. nux описана из его южной части.  
Происхождение названия inez не было далее объяснено Томасом в первом описании, соответственно, неизвестно, является ли оно эпонимом или Томас выбрал это имя по другим причинам. Выдвинуто предположение, что это имя относится к Инес Луанн Уайлдер, профессору зоологии в Смит-колледже в Массачусетсе.

## Статус, угрозы и охрана
Хотя информации о популяции Caryomys inez мало, этот вид классифицируется Международным союзом охраны природы и природных ресурсов (МСОП), как вызывающий наименьшее беспокойство . Это оправдано относительно большим ареалом данного вида и предполагаемой большой общей численностью его популяций. Никакие угрозы  существованию вида не известны.